# 山中造船
山中造船株式会社（やまなかぞうせん、英: Yamanaka Shipbuilding Co., Ltd.）は日本の造船メーカーである。

## 概要
独立系の中堅造船メーカー。内航貨物船の建造を主力としている。
1998年（平成10年）に「エラ型船」と称する貨物倉の内容積を確保しつつ低燃費，航行速力を向上させる船体形状を特許（特許第2841171号）を取得している。
2001年（平成13年）に大手造船メーカが建造した船舶が受賞作品として名を連ねるなか，同社が建造したRoRo貨物船「泉翔（744 G/T）」が日本造船学会（現日本船舶海洋工学会）のShip of the Year '00を受賞している。
また，2005年（平成17年）に楢崎造船と内航貨物船建造に関する業務提携を結んでいる。
2014年3月に今治市の大島の塩田跡地に従来の約2.5倍の敷地面積となる新工場を建設し、本社・工場を今治市波方町から移転した。

## 沿革
- 明治初期に愛媛県今治市波方町大浦において造船業･海運業を創業。
- 1903年 -　浅海辰次が波止浜船渠（新来島どっくの前身）役員に就任し家業の造船業を廃業。
- 1920年 - 波止浜船渠の解散となり退職し海運業に専念。
- 1943年 - 持船2隻が軍に徴用される。
- 1944年 - 持船2隻が北ボルネオ海で空襲にあい沈没、海運業を廃業。
- 1951年5月 - 浅海慶利が木船および木鉄船の建造修理業を再開。
- 1962年1月 - 499G/T型鋼船の建造開始。
- 1967年12月 - 「山中造船株式会社」設立。
- 1988年 - CADを導入。コンピュータによる設計を開始。
- 1993年 - CAD、NCプラズマ切断機を導入。
- 1994年 - 山中標準船2タイプ開発、販売。
- 1997年 - 山中新標準船開発、販売。
- 1998年 - 「エラ船型」の特許（特許第2841171号「貨物船における船体構造」）を取得。
- 2000年4月 - 2号船台を3,030G/Tに拡張。
- 2010年11月 - 先進二酸化炭素低減化船開発、販売。
- 2014年3月 - 本社･工場を今治市吉海町に移転。

## 主要建造船
- フェリー「ニューいぜな」 - 1998年竣工。 2019年からアイドルグループSTU48の劇場船「STU48号」として利用されている[3]。
- フェリー「フェリーざまみ」 - 1998年竣工。
- RO-RO船「泉翔」 - 2000年竣工。「シップ･オブ･ザ･イヤー00」受賞[4]。